# Екзосома
Екзосоми — найменші з позаклітинних мембранних везикул, діаметром 40-100 нм, та гомогенні за формою. На відміну від інших позаклітинних мембранних везикул, які відлущуються від клітинної мембрани, екзосоми формуються шляхом серії процесів, що починаються з інвагінації частин плазмалеми, яка вкрита білком клатрином.
Клітини секретують у міжклітинний простір декілька різних типів везикул, що різняться за своїм походженням: від ендосом та плазматичної мембрани. Такі зовнішньоклітинні везикули (англ. extracellular vesicles, EV) несуть в собі різні протеїни, ліпіди та РНК. Вони виконують роль інформаційного сполучення між різними клітинами, передають сигнали всередині організмів, що регулюють різні біологічні процеси. Також зовнішньоклітинні везикули виконують патофізіологічні ролі в різних захворюваннях, включаючи канцерогенез, інфекційні захворювання та нейродегенеративні розлади. Дослідники вивчають можливі способи доставки ліків за допомогою зовнішньоклітинних везикул.

## Транспорт РНК
Екзосоми є важливим засобом транспорту різних типів РНК між клітинами організму. В екзосомах знайдені тисячі видів мРНК та сотні мікроРНК. Екзосоми, що містять на своїй мембрані конексин-43 можуть передавати РНК до клітин без злиття з мембраною клітини.